# Csabai kolbászfesztivál
A csabai kolbászfesztivál  Magyarország egyik legnagyobb és legnépszerűbb gasztronómiai rendezvénye, amit a híres hungarikum és Európai Unió által is védett csabai kolbászra alapozva rendeznek meg Békéscsabán, 2006 óta egy időben zajlik ugyanitt a Borvígadalom is.
A fesztivál hosszú időn át, kb.: 2019-ig a Városi sportcsarnokban és annak közvetlen környezetében, a Gyulai út 44. szám alatt került megrendezésre. 2020-ban a fesztivál a koronavírus-járvány miatt elmaradt. 2021-ben csökkentett tartalommal és immár a szintén városi tulajdonú CsabaPark rendezvényközpontban rendezték meg, mely ugyancsak a Gyulai úton kap helyet, azonban az épületek és közlekedőutak célzottan úgy lettek megtervezve és kivitelezve, hogy a nagyrendezvények, pl. kolbászfesztivál, helyéül szolgálhasson. 2022-ben a helyszín változatlan, a fesztivál a rendezvényközpontban végleges otthonra talált.

## Története
Az első fesztivált Békéscsaba belvárosában rendezték meg 1997-ben, egy sportpályán. 1998 elején megalakult a Csabai Kolbászklub Egyesület, amely célul tűzte ki, hogy népszerűsítse a fesztivált bel- és külföldön egyaránt. Az évek folyamán fokozatosan fejlődött, dinamikusan növekedett mind a kiállítók, versenyzők és a vendégek száma is. Idővel számos rendezvény 1000–2000 m²-es sátrakban kapott helyet. A népszerű kolbászkészítő versenyen Békéscsaba testvérvárosainak  több rendezvényt, szakmai kiállításokat és a vendéglátást, valamint a legnépszerűbb versenyt, a kolbászkészítést is.

## A fesztivál

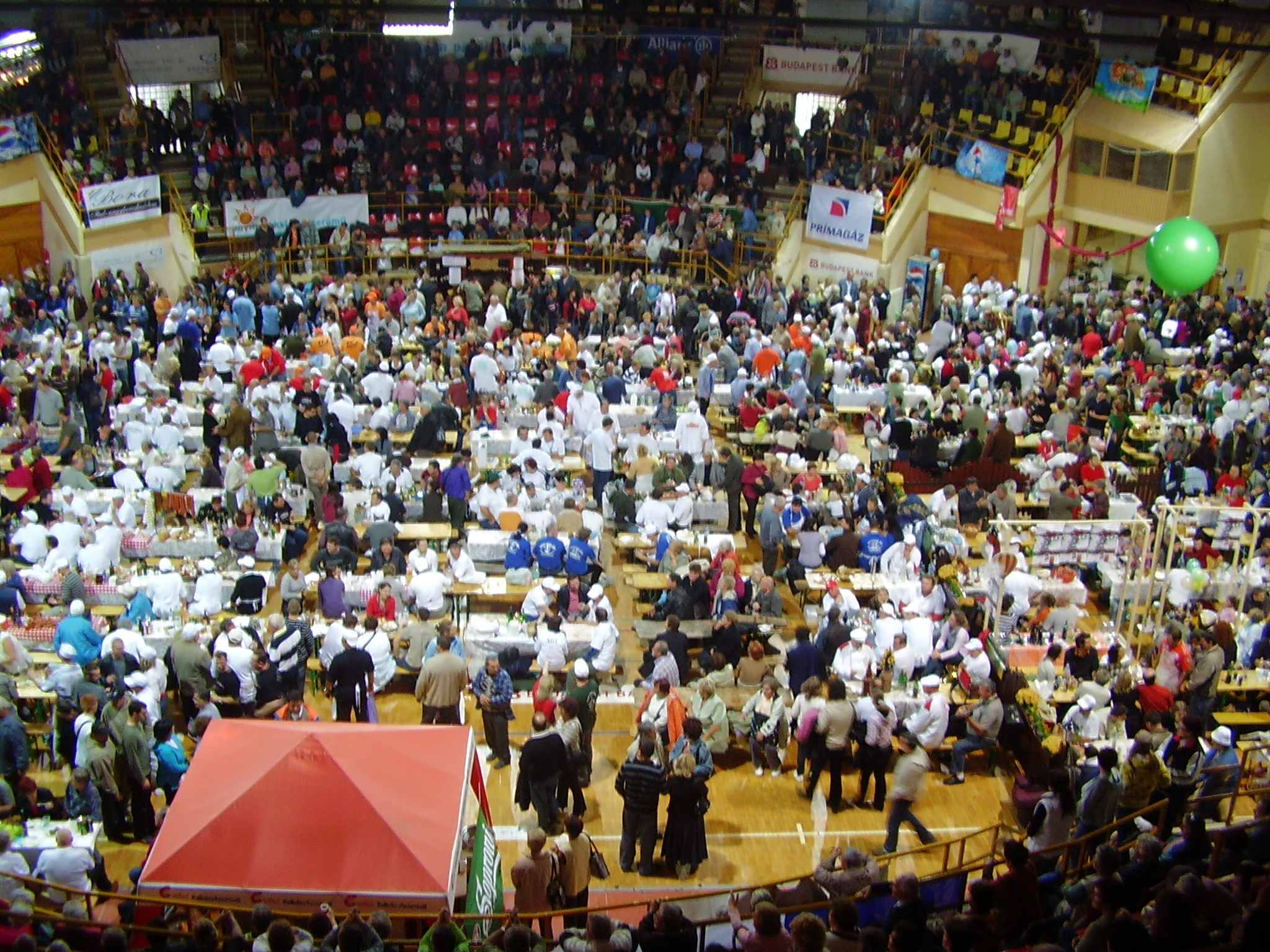
A kolbászkészítő verseny helyszíne

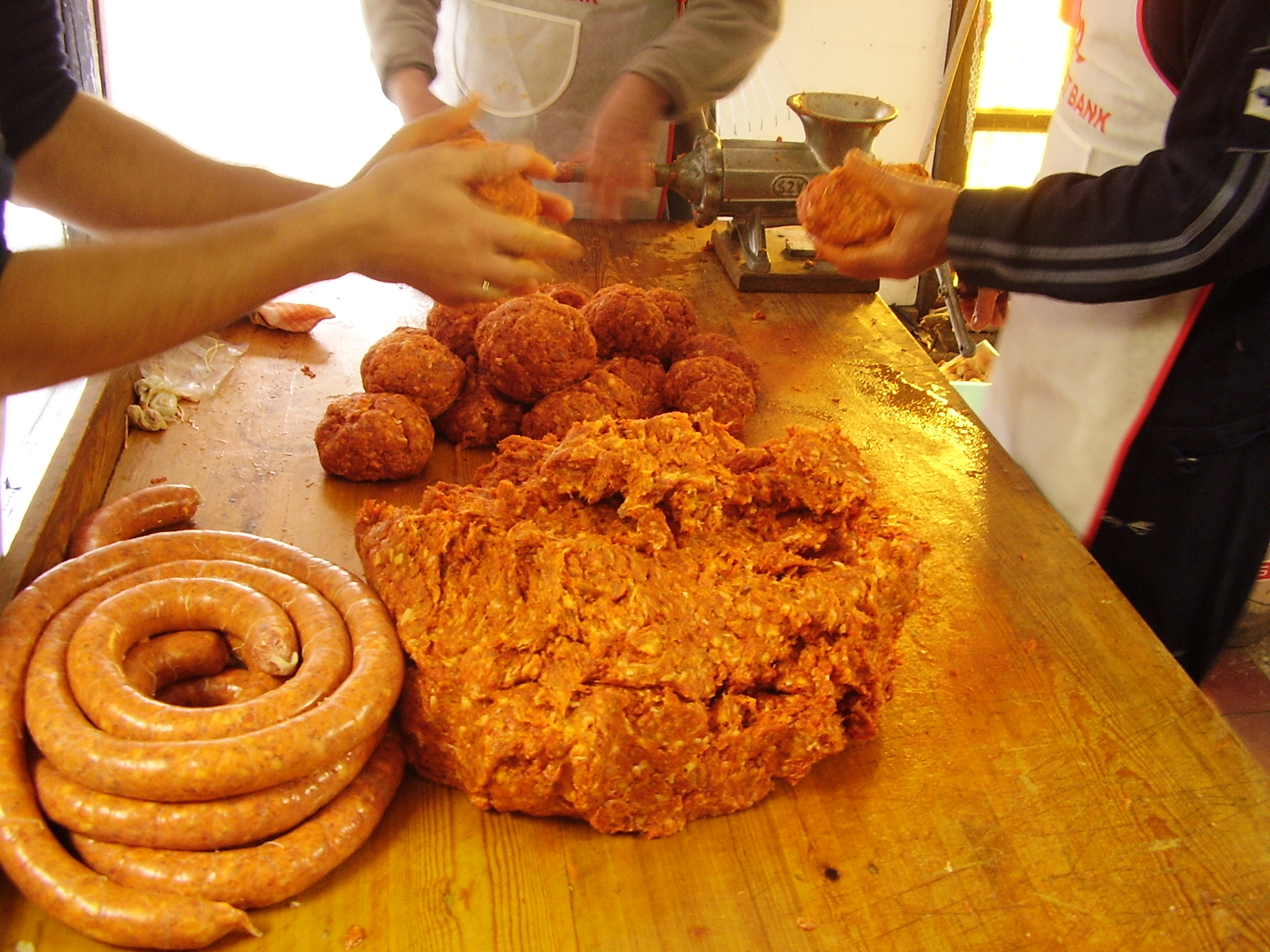
Kolbásztöltés, a töltés előtt a teknőben kézzel kevert fűszeres kolbászhúst gombócokká alakítják

A rendezvény évente kerül megrendezésre, általában október utolsó hetében, ami gyakran egybeesik az 1956-os forradalom emléknapjával. 3 napig tart, ezalatt átlagosan kb. 60-70 000 ember fordul meg, tehát annyi, mint a város teljes lakossága. Bent, a csarnokban az első két nap zajlik a mezőgazdasági kiállítás, az utolsó napon a versenyé a főszerep. A kinti sátrakban rendezik meg a borvígadalmat (30 pincészet), illetve a kísérőrendezvényeket.A rendezvények ma már a parkoló területére is kiterjednek. 
2008 óta kiállításon mutatják be a Békés vármegyei települések kultúráját, gasztronómiáját.